# Henryk Malinowski (oficer)
Henryk Malinowski (ur. 8 lipca?/21 lipca 1904 w Taganrogu, zm. 13 kwietnia 1995 w Gdyni) − oficer Marynarki Wojennej, szachista, działacz społeczny.

## Życiorys
Urodził się w rosyjskim Taganrogu, w rodzinie zesłańca, powstańca styczniowego. Po ukończeniu gimnazjum w Uzbekistanie pracował jako korespondent gazety w Taszkencie. Podczas II wojny światowej był żołnierzem Armii Czerwonej, brał udział w walkach o Moskwę i obronie Leningradu. Później wstąpił do Ludowego Wojska Polskiego, był zastępcą dowódcy do spraw polityczno-wychowawczych 1 Samodzielnego Morskiego Batalionu Zapasowego, w stopniu podporucznika.
Zamieszkał na stałe w Gdyni, obejmując stanowisko w Sztabie Marynarki Wojennej. W latach 50. zorganizował klub szachowy „Flota” przy Klubie Marynarki Wojennej w Gdyni, był później jego kierownikiem i prezesem. Służbę wojskową zakończył w 1964 roku w stopniu komandora, zachowując jako specjalny przywilej prawo używania munduru. Pracował społecznie w Okręgowym Związku Szachowym w Gdańsku i Polskim Związku Szachowym, którego członkiem honorowym został w 1993 roku. Prowadził rubryki szachowe w „Dzienniku Bałtyckim” i „Banderze”, był korespondentem miesięcznika „Szachy”, prowadził jako trener szachowy zajęcia z młodzieżą. Był siedmiokrotnym szachowym mistrzem Marynarki Wojennej. Był również tłumaczem poezji: przekładał na język polski poezje Jewgienija Jewtuszenki, a na język rosyjski Konstantego Ildefonsa Gałczyńskiego. Za swą działalność został odznaczony Krzyżem Kawalerskim Orderu Odrodzenia Polski.